# Roques Blanques (la Vall de Bianya)
Les Roques Blanques és una muntanya de 881 metres que es troba al municipi de la Vall de Bianya, a la comarca catalana de la Garrotxa.